# Mytva
Mytva (vitryska: Мытва) är ett vattendrag i Belarus.   Det ligger i voblasten Homels voblast, i den sydöstra delen av landet, 270 km sydost om huvudstaden Minsk.
I omgivningarna runt Mytva växer i huvudsak blandskog. Runt Mytva är det mycket glesbefolkat, med 6 invånare per kvadratkilometer.